# Volné seskupení 12/15 Pozdě, ale přece
Volné seskupení 12/15 Pozdě, ale přece (zal. 3. června 1987) sdružuje umělce, kteří vstoupili na výtvarnou scénu v 70. letech v nejhorším období tzv. normalizace. Od svého založení bylo svobodným sdružením výrazných individualit vázaných generačně i svou životní zkušeností a nebylo vázáno společným programem.
Skupina se poprvé představila na společné výstavě v bývalé jízdárně zámku v Kolodějích 24. dubna 1988. Výstava se stala přelomovou událostí na neoficiální výtvarné scéně a během krátké doby ji navštívilo 12 000 lidí.
V dopisu zaslaném roku 1988 tehdejšímu Svazu českých výtvarných umělců skupina deklaruje: „Volné seskupení 12/15 je reakcí na současné podmínky pro české výtvarné umění, neumožňující v dostatečné míře spontánní spolupráci ani konfrontaci umělců. Vychází z potřeby změnit tuto situaci v kolektivu názorově rozdílných autorů, kteří se pokusí vzájemně respektovat odlišné výtvarné přístupy. Seskupení není uzavřené. Pozdě, ale přece.“
Jejich tvorba byla značně rozdílná. Díla Jiřího Sopka se svou agresivní barevností podobají fauvismu[zdroj?]). Kurt Gebauer je autorem soch Venuší, které umístil do lomu a ponechal je povětrnostním vlivům a náporu těžby. Snažili se navzájem respektovat jiné výtvarné tendence svých kolegů.

## Členové
- Jiří Beránek
- Václav Bláha
- Jaroslav Eduard Dvořák
- Kurt Gebauer
- Ivan Kafka
- Vladimír Novák
- Ivan Ouhel
- Petr Pavlík
- Michael Rittstein
- Tomáš Švéda
- Jiří Načeradský
- Jiří Sopko

## Společné výstavy
- 1988 – Volné seskupení 12/15 Pozdě, ale přece, jízdárna zámku Koloděje
- 1988 – Jeden starší - jeden mladší. Obrazy, sochy, realizace, Lidový dům, Praha
- 1990 – Volné seskupení 12/15 Pozdě, ale přece: Kreslení, Galerie Fronta, Praha
- 1991 – Volné seskupení 12/15 Pozdě, ale přece: Český globus, Národní galerie v Praze
- 1992 – Volné seskupení 12/15 Pozdě, ale přece: Kresby, Art Galerie, Žďár nad Sázavou
- 1994 – Volné seskupení 12/15 Pozdě, ale přece: Menší formáty, Galerie Via Art, Praha
- 1994 – Volné seskupení 12/15 Pozdě, ale přece: U zdymadla, Mánes, Praha
- 2016 – 12/15, Pozdě, ale přece, Galerie Nová síň, Praha